# Xotox
Xotox – niemiecki projekt noise-industrialny założony przez Andreasa Davidsa w 1998 roku. Twórca i lider określa swoją muzykę jako industrial dla hiperaktywnych ludzi.   

## Historia
Początki działalności Xotox to rok 1998 kiedy ukazały się pierwsze albumy wydane własnym nakładem. Wtedy to pojawił się debiutancki album zatytułowany Stückgut poprzedzający kolejne wydawnictwa Epos i Monolith. Emisja albumów własnym sumptem trwała aż do roku 2002, wydawnictwa te wzbudziły spore zainteresowanie w Niemczech. W roku 2000 wraz z nagraniem płyty Disinhibition rozpoczęły się koncerty grupy na żywo podczas różnych wydarzeń w Niemczech, które sprowadziły na Xotox zainteresowanie mediów wystawiających projektowi sporo pozytywnych opinii. Kolejne wydawnictwa Normalzustand: angst oraz Rhythm of fear (live in Jena) również doczekały się pozytywnych reakcji w mediach. W 2002 roku ukazały się dwa minialbumy: Silberfieber i Nothing. Znalazły się na nich takie utwory jak Eisenkiller, Nothing, Null oraz Zweischicht, które pojawiły się na parkietach klubów w całych Niemczech przynosząc zespołowi rozpoznawalność a także zainteresowanie wytwórni Pronoize, nakładem której w roku 2003 ukazuje się pierwszy studyjny album zatytułowany Lichtlos. Materiał z tej płyty prezentowany był praktycznie we wszystkich niemieckich klubach docierając jako pierwszy w historii projekt industrialny na pierwsze miejsce Deutsche Alternative Charts i utrzymując się tam przez kilka tygodni.    
Rok później ukazał się kolejny album. Płyta zatytułowana Die unruhe zawierała 15 utworów, znalazły się na niej dwa klubowe hity Nasse wände i Mechanische unruhe jak również rozmaite różne remixy. Płytę tę zawierającą 70 minut muzyki można było nabyć w cenie EPki więc album został wyprzedany zanim oficjalnie pojawił się na rynku. Od tamtego czasu Andreasowi Davidsowi towarzyszy na koncertach Ulrich Riedmüller grający na perkusji.    
W 2005 roku Xotox wydał kolejny album zatytułowany PSI. Album ten ukazał się w dwóch wersjach: edycji jewelcase oraz podwójnej, limitowanej (limited double-cd-digipack) która zawierała dodatkową płytę zawierającą remixy takich artystów jak KieW, [S.I.T.D.], Jean Bach, Mechanical Moth, Noisuf-X oraz dwa wideoklipy. PSI osiągnęło drugie miejsce na niemieckich listach przebojów muzyki alternatywnej DAC i utrzymało się tam przez kilka tygodni. Rok później pojawia się nagrany w listopadzie 2005 roku w lipskim Klubie BPM pierwszy "prawdziwy" album live zatytułowany Dokumentation 1: Ton zawierający wszystkie ówczesne hity zespołu, takie jak Eisenkiller, Winterblut czy Nasse wände.    
Po krótkiej przerwie, nagrany w roku 2008 album In Den Zehn Morgen przez sześć tygodni okupował pierwsze miejsce w rankingu DAC. Zawierający takie przeboje jak Ewig, Habitat, Grob fahrlässig czy Keine ruhevor dem sturm album zajął czwartą pozycję na opublikowanej przez DAC liście "Top 50 of the year 2008". W maju tego samego roku płyta Hyperactive - The Best Of została wydana wyłącznie na rynek amerykański, nakładem pochodzącej z Denver wytwórni Vendetta Music. Płyta zawierała również dwa dotąd niepublikowane utwory. Rok później we wrześniu 2009 nakładem włoskiej wytwórni Rustblade pojawia się EPka  We are deaf będąca splitem z Detune-X.    

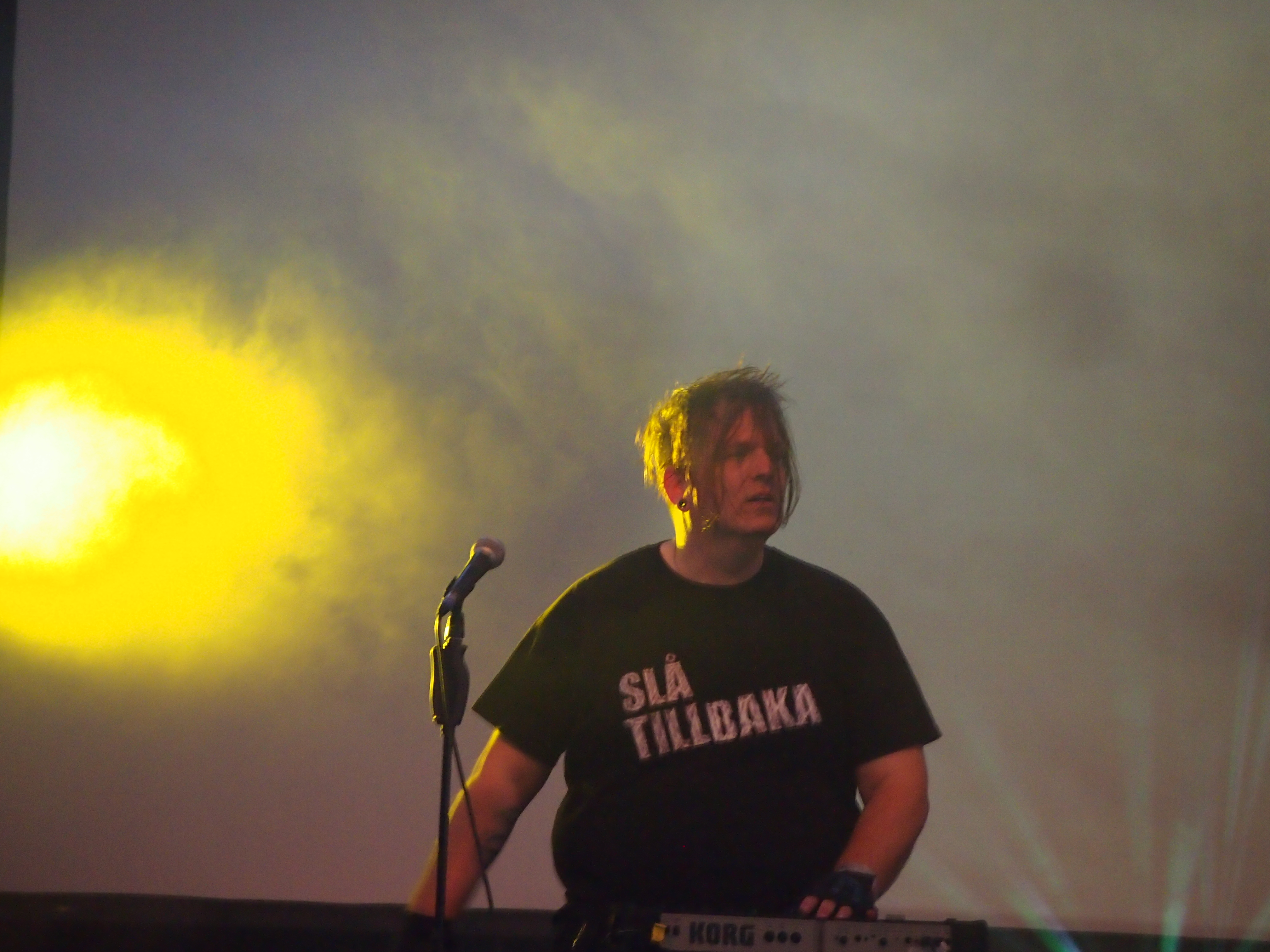
Andreas Davids z Xotox podczas E-Tropolis 2014 w Oberhausen

19 marca 2010 wydana zostaje Die unruhe 2.0 będąca reedycją płyty Die unruhe oryginalnie nagranej w roku 2004. Die unruhe 2.0 zawiera wszystkie ścieżki pochodzące z oryginału oraz dodatkowo utwory You can´t hurt me i The punisher, które nie ukazały się na oryginalnym wydawnictwie. W roku 2012 Xotox celebruje 10 lat od ukazania się utworu Eisenkiller wydając EP specjalnie stworzoną do tego utworu gdyż mimo upływu 10 lat Eisenkiller w dalszym ciągu jest w stalym repertuarze każdego parkietu w muzycznych klubach. EPka zawiera prócz oryginalnej ścieżki z roku 2002, także remiksy utworu w wykonaniach takich artystów jak Bahntier, Autoclav1.1, After the white smoke i Jean Bach. Ukazuje się też w ilości 300 sztuk, będąca ukłonem w stronę fanów, ręcznie numerowana edycja w metalowym boxie.        
W roku 2013 na piętnastolecie istnienia Xotox wydaje płytę Schwanengesang, zawierającą tym razem bardziej agresywną twórczość. Rok później ukazuje się Redux, pierwsze wydawnictwo zespołu na płycie winylowej. Płyta utrzymywała się osiem tygodni w rankingach DAC osiągając trzecie miejsce. W roku 2016 ukazuje się kompilacyjny box set Essentials podsumowujący dotychczasową działalność zespołu.        
Zespół jest częstym gościem rozmaitych mrocznych festiwali muzyki alternatywnej, wliczając w to takie wydarzenia jak Wave Gotik Treffen, Amphi Festiwal czy E-tropolis Festival.
Zespół wystąpił w Polsce 5 kwietnia 2008 roku w warszawskim klubie No Mercy.

## Styl muzyczny
Brzmienie Xotox to typowa ciężka odmiana industrialu z domieszkami noise. Muzyka jest hałaśliwa i rytmiczna momentami z wyraźnymi wpływami techno.    
Belgijski magazyn Magazin Peek-A-Boo recenzując płytę Essentials stwierdził „Xotox jest szeroko znany, jako jeden z zespołów mających największy wpływ na muzykę industrialną".    

## Skład zespołu
Jedynym stałym członkiem zespołu jest założyciel Andreas Davids uzupełniany gościnnie na koncertach przez Ulricha Riedmüllera.

## Dyskografia[13]

### Albumy wydane niezależnie
- 1999: Stückgut
- 1999: Epos
- 2000: Monolith
- 2000: Disinhibition
- 2001: Normalzustand: Angst
- 2001: Rhythm of Fear (Live in Jena)
- 2002: Silberfieber
- 2002: Indre Stilhed – The Silent Side of Xotox" (limitowane 200 sztuk CD-R)
- 2002: Nothing (EP)
- 2003: Zu hart für’s (z Industriepalast)
- 2003: Industrielle Zertrümmerung eines Schädels (limitowane 23 CD-R, z Tscheljabinsk65)

### Albumy wydane przez lub na licencji Pronoize
- 2003: Lichtlos
- 2004: Die Unruhe (edycja limitowana)
- 2005: [PSI] (edycja limitowana)
- 2006: Dokumentation 1: Ton (limitowany 1000 sztuk)
- 2008: In den zehn Morgen (CD i limitowany Box-Set, zaw. Bonus-CD „Early Recordings 1999–2002“, limitowany do 1000 sztuk)
- 2008: Hyperactive – The Best Of (wyłącznie na rynek amerykański)
- 2009: We are deaf (Split-Album z Detune-X; limitowqany 799 sztuk i Box-Set limitowany do 199 sztuk)
- 2010: Die Unruhe 2.0
- 2012: Eisenkiller (limitowana EP na 10-lecie hitu  „Eisenkiller“, 300 sztuk „Fan-Edition“ w metalowym boxie)
- 2013: Schwanengesang (CD i limitowane podwójne CD zawierające Remix-CD)
- 2014: Redux (12″ Winyl limit 300 egzemplarzy, 100 szt. w kolorze czerwonym)
- 2016: Essentials (Best of, limitowane podwójne CD)